# رولاند آبرو
رولاند آبرو هو لاعب كرة قدم كوبي، ولد في 15 مايو 1992 في مدينة سانتياغو دي كوبا في كوبا. لعب مع FC Santiago de Cuba ‏.

## وصلات خارجية
- رولاند آبرو على موقع قاعدة بيانات كرة القدم.إي يو (الإنجليزية)
- رولاند آبرو على موقع ناشيونال فوتبول تيمز (الإنجليزية)
- رولاند آبرو على موقع Soccerway.com (الإنجليزية)